# Lyrics
Pour les articles homonymes, voir Lyrics (homonymie).
Les lyrics (pluriel de lyric, « lyrique ») désignent en anglais les paroles d'une chanson. Ce terme a été adopté dans la langue française dès les années 1920 sous l'impulsion du librettiste Albert Willemetz afin de désigner précisément les paroles chantées des comédies musicales imaginées après la composition de la musique, contrairement aux livrets d'opéra et d'opérette sur lesquels le compositeur adaptait jusqu'alors sa musique,.
En français moderne, le mot « lyrics » est souvent utilisé dans l’industrie musicale, notamment dans les livrets de disques, les plateformes de streaming et les clips vidéo, pour désigner explicitement les paroles affichées ou mises en avant. Contrairement au terme « paroles », d’usage courant, « lyrics » conserve une connotation plus technique ou artistique, en particulier dans le domaine des musiques populaires et des comédies musicales.